# Nativa FM
Nativa FM é uma rede de rádios brasileira especializada no segmento popular. Tem como matriz a cidade de São Paulo, embora sua concessão seja originalmente em Diadema, localizada na região metropolitana de São Paulo. Atualmente possui emissoras em sete estados: Amazonas, Bahia, Mato Grosso, Minas Gerais, Paraná, Santa Catarina e São Paulo. Sendo assim, está presente nas cinco regiões do Brasil.
Pertencente ao Grupo Camargo de Comunicação, é operada desde 2004 pelo Grupo Bandeirantes de Comunicação. De 2000 a 2015, havia uma estação independente controlada pelos Diários Associados no Rio de Janeiro.

## História
Inaugurada em 10 de março de 1997 na cidade de São Paulo, a Nativa FM tem se dedicado à música romântica popular desde sua fundação. Formou-se rede com outras emissoras em 2000 em cidades como Goiânia, Rio de Janeiro e Santos.
A partir de 2008, a emissora retomou seu projeto de rede inaugurando sua primeira afiliada, Nativa FM São José do Rio Preto, 102.1. Agora a Nativa conta com 26 emissoras e está presente em 7 estados do país. Em 2 de outubro de 2012, às 18h a emissora substituiu a Extra FM na capital mineira, em 103.9, porém encerrou suas transmissões em outubro de 2015, sendo substituída pela Rede do Bem FM, até maio de 2017. Em junho de 2017, a Extra FM reassumiu o dial 103.9.
Desde o dia 3 de novembro de 2015, a Nativa FM passa a ser disponível aos assinantes da operadora de televisão paga Sky, juntamente com mais três rádios do Grupo Bandeirantes: a BandNews FM, Band FM, Rádio Bandeirantes e a novata Play FM (que posteriormente foi extinta em 2022).

### Programas no Rio de Janeiro
No Rio de Janeiro, a Nativa FM destacou-se como uma emissora de rádio com um perfil singular em relação à sua contraparte nacional, caracterizando-se por uma grade mais popular e diversificada. Ao contrário da programação padrão da rede, a Nativa FM Rio de Janeiro era voltada ao público de rádio popular/eclética e possuía uma programação própria.
A estação entrava em rede com São Paulo somente durante o horário do programa As Canções que Você Fez para Mim, conduzido pelo radialista Dudu Braga, filho do cantor Roberto Carlos.